# Estádio De Vijverberg
De Vijverberg é um estádio de futebol localizado em Lijsterbeslaan 101a, Doetinchem, Países Baixos, foi inaugurado no ano 1954 com remodelações entre 1998–99, tem uma capacidade para albergar a 12 600 adeptos, a sua equipa local é o De Graafschap da Eredivisie holandesa.

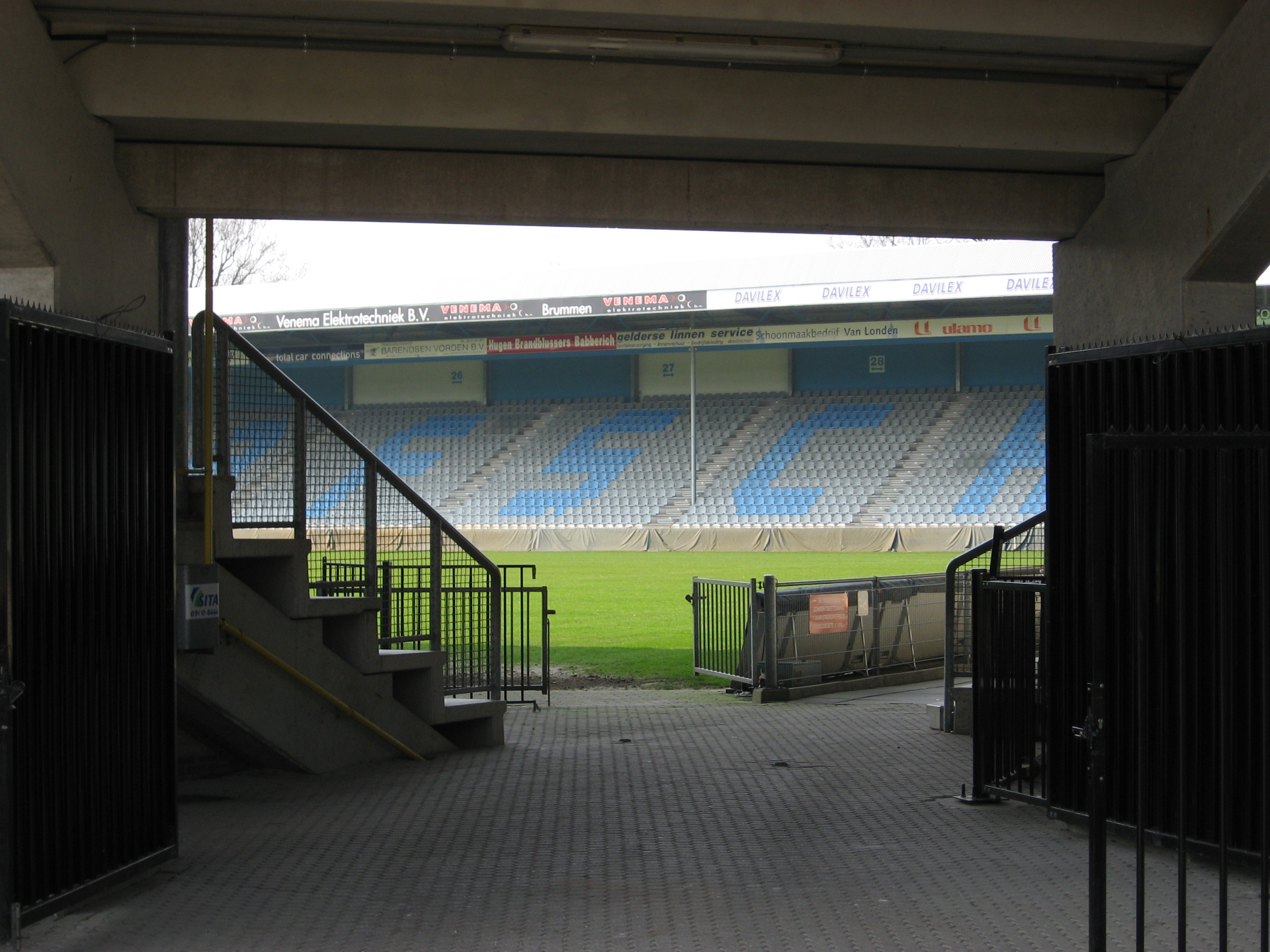
Um túnel do Vijverberg
Distribuição das tribunas